# A nyoma vesztett
A nyoma vesztett (eredeti cím: Last Seen Alive) 2022-ben bemutatott amerikai akcióthriller, melyet Brian Goodman rendezett. A főbb szerepekben a produceri feladatkört is betöltő Gerard Butler, valamint Jaimie Alexander és Russell Hornsby látható.
Az Amerikai Egyesült Államokban 2022. június 3-án mutatták be a mozikban, vegyes kritikai fogadtatás mellett. 2022. október 1-jén a Netflix is debütált, ahol a szolgáltató legnézettebb filmje lett.

## Cselekmény
A film elején Paterson nyomozó emberrablással vádol és életfogytiglani börtönnel fenyeget egy Bütyök becenévre hallgató gyanúsítottat. Bütyök megtörik és bevallja, az elrabolt nő már halott. 
Ezután a történet visszaugrik a múltba, elmesélve az előzményeket. A jómódú ingatlanügynök, Will Spann és felesége, Lisa a nő szüleihez tart. Lisa szeretne egyedül tölteni egy kis időt. Útközben megállnak tankolni egy benzinkútnál, Lisa betér az üzletbe egy üveg vízért, távozásakor pedig a bejáratnál egy férfi üdvözli. Egy kamion eltakarja az ezt követő eseményeket, de a nő nyomtalanul eltűnik és az autónál várakozó Will egyre kétségbeesettebben keresi őt. Pánikba esve hívja a rendőrséget, ahol Paterson nyomozó lép vele kapcsolatba.
Will elmegy Lisa szüleihez, Barry és Anna Adamshez, közölni lányuk eltűnését. Egy visszaemlékezésből kiderül, Lisa elhidegült férjétől és vitájuk közben azt javasolta, egy ideig ne találkozzanak. A benzinkútra visszatérve Will találkozik a nyomozóval, aki kikérdezi Oscart, a benzinkutast. Ő azt állítja, a biztonsági kamerák nem működnek, ezért felvételek sincsenek Lisa eltűnéséről, de Paterson távozása után Will felfedezi, hogy ez hazugság. Kérdőre vonja Oscart és egy verekedést követően megszerzi a felvételeket, mellyel a rendőrségre megy.
Paterson nyomozó kihallgatja Willt, aki a rendőr kérdései alapján úgy véli, ő az elsőszámú gyanúsított. A felvételen Lisa szülei felismerik a lányukkal beszélgető férfit, a náluk ezermesterként dolgozó Bütyköt és annak autóját is. Will betör a férfi lakókocsijába, összeveri és kivallatja a gyanúsítottat, majd megszerzi annak fegyverét. Bütyök bevallja, egy Frank nevű férfi kényszerítette az emberrablásra. Will megkötözi és autója csomagtartójába zárja Bütyköt, de útközben gyorshajtás miatt rendőrök állítják meg és ezért az erdőbe menekül. 
Will az erdőben találkozik Frank egyik testőrével és meggyőzi őt, irányítsa el főnökéhez. Rá is talál annak táborára, egy droglaborként működő, elhagyatott farmra. Nemsokára Oscar is megérkezik, bizonyítva bűnösségét az ügyben. Will belopakodik a táborba, fegyvert szegez Frankre és Lisát akarja. Lövöldözés tör ki, melyben Frank életét veszti.
A történet visszakanyarodik a film elejére, Bütyök bevallja, hogy ő maga temette el Lisa holttestét. Viccből azt javasolja Franknek, rabolják el a nőt és annak gazdag férjétől követeljenek váltságdíjat. Mivel Lisa szemtanúja lett a táborban zajló drogügyletnek, Frank arra kényszerítette Bütyköt, ássa meg a nő sírját, ezzel „javítva ki” a hibát, amit az emberrablással elkövetett. Will találkozik Oscarral, aki felmutatja Lisa telefonját és 20 ezer dollárt követel, cserébe elárulja, hol van a nő. Az épület azonban a gyúlékony vegyszerek miatt felrobban, végezve a benzinkutassal. Paterson a helyszínre érkezik, de a Bütyök által említett sírgödör üresnek bizonyul. Will egy közeli fészerben rátalál a megkötözött és rettegő, de életben lévő feleségére.
Paterson ellátogat Adamsékhez és beszámol Bütyök vallomásáról. Bár a droglaborban nem mindenkivel a robbanás végzett, hanem több holttesten lőtt sebeket fedeztek fel, Paterson nem nyomoz tovább, hanem sok szerencsét kívánva elengedi Willt. Lisa behívja szülei házába a férjét, ahová már egymás kezét fogva és mosolyogva sétálnak el.

## Szereplők
| Szerep                 | Színész          | Magyar hang     |
| ---------------------- | ---------------- | --------------- |
| Will Spann             | Gerard Butler    | Kőszegi Ákos    |
| Lisa Spann             | Jaimie Alexander | Bánfalvi Eszter |
| Paterson nyomozó       | Russell Hornsby  | Zöld Csaba      |
| Bütyök                 | Ethan Embry      | Fekete Zoltán   |
| Oscar                  | Michael Irby     | Epres Attila    |
| Anna Adams, Lisa anyja | Cindy Hogan      | Pap Katalin     |
| Barry Adams, Lisa apja | Bruce Altman     | Rosta Sándor    |

## Fordítás
- Ez a szócikk részben vagy egészben  a   Last Seen Alive című angol Wikipédia-szócikk ezen változatának fordításán alapul.  Az eredeti cikk szerkesztőit annak laptörténete sorolja fel. Ez a jelzés csupán a megfogalmazás eredetét és a szerzői jogokat jelzi, nem szolgál a cikkben szereplő információk forrásmegjelöléseként.